# Kalliojärvi (sjö i Kajanaland, lat 64,02, long 28,00)
Kalliojärvi är en sjö i Finland. Den ligger i kommunen Sotkamo i landskapet Kajanaland, i den centrala delen av landet, 500 km norr om huvudstaden Helsingfors. Kalliojärvi ligger 197 meter över havet. I omgivningarna runt Kalliojärvi växer i huvudsak barrskog. Arean är 27,3 hektar och strandlinjen är 3,77 kilometer lång. Sjön  ingår i Uleälvens huvudavrinningsområde. 